# 치나족
치나족(산스크리트어: चीनः)은 마하바라타, 마누 법전, 푸라나 문학과 같은 기원전 1000년과 서기 1000년 사이의 고대 인도 문학에 언급된 민족이다.
치나라는 단어는 나중에 중국으로 온 인도 승려들에 의해 지나(支那, 脂那, 至那, 芝那)로 한역되었으며, 훗날 중국의 영어 명칭인 차이나(China)의 어원이 되었다.

## 어원
산스크리트어 이름 "치나"의 유래는 일반적으로 기원전 221년부터 중국을 통치한 진나라 또는 전통적으로 기원전 9세기로 거슬러 올라가는 진에서 유래된 것으로 여겨진다.
이 단어의 유래에 대한 다른 제안이 많이 있다. 일부 중국과 인도 학자들은 이름의 유래가 초나라라고 주장하는 반면, 다른 이론에서는 이 이름이 야랑 주민의 고유명인 지나에서 파생되었다고 주장한다.

## 힌두교 문학

### 마하바라타
산스크리트 서사시 마하바라타에는 중국에 대한 특정 언급이 포함되어 있으며 그들을 치나족으로 지칭한다.
마하바라타에서는 프라그죠티사(아삼)의 바가다타 왕의 군대 중에서 키라타족과 함께 치나족이 등장한다. 사바파르반에서는 같은 왕이 키라타족과 치나족에 의해 둘러싸여 있다고 한다. 또한 비스마파르반에서는 바가다타의 군대가 키르타족과 황색 치나족으로 구성되어 있다고 한다.
마하바라타의 비샤마파르바는 야바나족, 캄보자족, 쿤탈라족, 후나족, 파라시카족, 다루나족, 라마나족, 다사말리카족과 같은 북쪽의 믈레차족과 함께 치나족을 기록하고 있다.
마하바라타의 샨티파르반은 치나족을 우타라파타족, 즉 야바나족, 키라타족, 간다라족, 샤브라족, 바르바라족, 샤카족, 투샤라스족, 카나카스족, 팔라바족, 신두족, 마드라카족, 라마타족, 캄보자족과 묶어서 그들이 다스유의 삶을 살고 있다고 말한다. 서사시의 이 구절들은 이 부족들이 브라만, 크샤트리아, 바이샤, 수드라들이 수행했던 것과는 다른 특정한 임무들을 수행하기를 기대한다.
마하바라타의 바나파르반에 따르면 치나족의 영토는 북쪽 산악 지역의 키라타 국가를 가로지르는 육로를 통해 도달할 수 있다고 말한다.
마하바라타 제6권 제9장에서 치나는 북쪽의 왕국들 중 하나로 언급되어 있는데, 북쪽의 부족들 중에는 믈레차족, 크루라족, 야바나족, 치나족, 캄보자족, 다루나족, 수크리트바하족, 후나족, 파라시카족, 라마나족, 다사말리카족이 있다.
치나족은 시부카족, 풀린다족, 카사족, 후나족, 팔라바족, 사카족, 야바나족, 사바라족, 판드라족, 키라타족, 칸치족, 드라비다족, 싱할라족, 케랄라족과 함께 언급되었다. 여기서 그들은 비스와미트라 왕의 공격에 맞서, 현자 바시슈타와 그의 소를 보호하는 자로 묘사되었다. (1,177)
팔라바족과 다라다족, 키라타족, 야바나족, 사카족, 하라후나족, 치나족, 투샤라족, 신다바족, 자구다족, 라마타족, 문다족의 여러 부족들, 그리고 왕국의 여인들, 탕가나, 케카야, 말라바, 카스미라의 주민들이 판다바 왕 유디슈티라에게 경의를 표하기 위해 언급되었다. (3,51)
야바나족, 키라타족, 간다르바족, 치나족, 사바라족, 바르바족, 사카족, 투샤라족, 칸카족, 파타바족, 안드라족, 마드라카족, 판드라족, 풀린다족, 라마타족, 캄보자족 등이 아리아바르타 왕국을 넘어서는 부족으로 함께 언급되었다. (12,64)
판다바의 여행기에 치나가 언급되어 있다. 아래 지문은 히말라야 산맥의 어딘가에 위치한 이들 치나족을 묘사하고 있다: 마하바라타 3권 176장(MBH 3.176): "바다리(우타라칸드의 바드리나트)라는 곳을 떠나 어려운 히말라야 지역들을 건너고, 보석 더미가 풍부한 치나, 투카라, 다라다와 쿨린다의 모든 전쟁을 좋아하는 것 같은 종족들을 뒤로 하고 판다바족은 풀린다스(키라타)의 왕인 수바후의 수도에 도달했다."
비마는 자신의 종족을 파멸시킨 "치나의 왕" 다우타물라카에 대해 언급한다. (5,74). "다우타물라카"라는 이름은 "깨끗한 뿌리"라는 뜻으로 번역되며, 아마 하나라의 마지막 왕인 걸 (하)(1728–1675 BC)를 지칭하는 말일 것이다.
"치나에서 온 사슴 가죽"에 대해 언급되어 있다(5,86). 드리타라슈트라 왕은 크리슈나에게 치나에서 온 사슴 가죽 천 개를 선물로 주고 싶었다. 그는 "나는 그에게 치나에서 가져온 사슴 가죽 천 개와 그의 칭송을 받을 만한 다른 종류의 것들을 줄 것이다."라고 말했다. 한나라 시대(기원전 2세기에서 기원후 2세기 사이)에는 사슴 가죽을 사용하여 40만 개의 동전을 상징하는 토큰 지폐를 만들었다.

### 라마야나
발미키가 저술한 라마야나의 키스킨다칸다는 치나족 뿐만 아니라 파라마치나족도 언급하고 있으며, 이들을 우타라파타의 다라다족, 캄보자족, 야바나족, 사카족, 키라타족, 발리카족, 리시카족, 타냐카족과 연관시킨다. 그들은 아요디아에 조공을 보내 시베리아에서 현대 중국에 이르기까지 북아시아의 다르마를 보호했다.
서사시 문헌에서는 현자 바시슈타가 소 사발라나 난디니(캄데누)의 신적 능력을 통해 치나족, 카사족, 후나족, 샤카족, 캄보자족, 야바나족, 파흘라바족, 키라타족, 싱할라족, 믈레차족 등을 창조했다고 주장한다.

### 푸라나
칼리카 푸라나에서는 베다 왕 칼리카와의 전쟁에서 치나족이 캄보자족, 샤카족, 카사족, 바라바라족 등과 무리를 이루어 불교 왕 칼리의 편에 섰다고 한다.
수많은 푸라나들 중 '부바나코샤' 섹션은 고대 인도의 북부 지역인 '우디치야'에서 투샤라족, 파흘라바족, 캄보자족 및 바르바라족과 함께 치나족을 찾는다. 바유푸라나와 브라만다푸라나에서 언급된 치나를 치나-마루라고 지칭하는 또 다른 언급이 있다. 그러나 같은 장소에서 마츠야푸라나는 비라-마루에 대해 언급하고 있다. 치나-마루 또는 비라마루는 아프가니스탄 북쪽의 안드후이 위에 위치한 투르케스탄의 땅들로 확인되었다(K. P. Jayswal, M. R. Singh).

## 불교 문학
치나족은 불교극인 무드라락샤사에서도 언급되는데, 샤카족, 야바나족, 키라타족, 캄보하족, 바흘리카족, 파라시카족, 카사족, 간다라족, 칼루타족 등과 같은 다른 동시대 씨족들과 함께 나열된다.
미하엘 비첼 박사에 따르면, 불교 문헌인 밀린다왕문경(Milindapanho, xxxvi, 204 참조)에서는 치나족을 사카, 야바나, 캄보자, 빌라타 등과 연관시키고, 이들을 티베트 서부/라다크 지역과 그 너머에 위치시킨다.

## 기타 문학
기원전 2세기에서 서기 3세기 사이에 만들어진 것으로 추정되는 아르타샤스트라에서는 중국의 비단을 중국의 비단옷인 치남수카(chinamsuka)와 치나파타(chinapatta)로 지칭한다.
산모하 탄트라는 바흘리카족, 키라타족, 보타족, 티베트족, 치나족, 마하치나족, 파라시카족, 아이라카족, 캄보자족, 후나족, 야바나족, 간다라족, 네팔족과 같은 외국의 탄트라 문화를 말한다.
기원전 200년에서 서기 300년 사이에 만들어진 마누 법전은 치나족과 인도의 많은 외래 집단들의 몰락을 묘사하고 있다:
43. 하지만 신성한 의식이 생략되고 브라만과 상의하지 않은 결과로, 크샤트리아의 다음 부족들은 점차 수드라의 상태로 이 세상에 가라앉았다;
44. 바운드라카족, 초다족, 드라비다족, 캄보자족, 야바나족, 샤카족, 파라다족, 파흘라바족, 치나족, 키라타족, 다라다족, 카샤족.
마나솔라사에는 치나와 파라마-치나 외에도 마하치나의 직물에 대해 본문에서 언급하고 있는 마하치나에 대한 언급도 있다. 따라서 치나는 티베트 서부나 라다크, 마하치나는 티베트, 파라마치나는 중국 본토를 지칭했을 가능성이 있다.

## 같이 보기
- 지나
- 진나라
- 진족